# Jaderná elektrárna Beznau
Jaderná elektrárna Beznau (německy Kernkraftwerk Beznau, používaná zkratka KKB) je jaderná elektrárna švýcarské energetické společnosti Axpo, která se nachází v obci Döttingen ve Švýcarsku na řece Aaře. Elektrárna je v provozu od září 1969.

## Historie a technické informace

### Beznau 1 a 2
Beznau 1 je první komerční jaderný reaktor ve Švýcarsku.
Po skončení tradičního hlavního předmětu činnosti švýcarských energetických společností, vodních elektráren, začala tehdejší společnost Nordostschweizerische Kraftwerke AG (NOK, nyní součást holdingu Axpo) počátkem 60. let 20. století uvažovat o výstavbě jaderné elektrárny. Dne 23. prosince 1964 uznal švýcarský Spolkový úřad pro energetiku umělý ostrov v Beznau jako potenciální místo pro reaktor. Příslušné stavební povolení bylo vydáno 2. listopadu 1965 a již po čtyřech letech, 12. května 1969, bylo povoleno uvedení do provozu. Dne 24. prosince 1969 byl v Beznau 1 zahájen komerční provoz.
Mezitím bylo zahájeno řízení o výstavbě identického reaktoru Beznau 2. Umístění a první stavební povolení bylo schváleno 17. listopadu 1967, 21. září 1970 následovalo konečné povolení. Spouštění bylo zahájeno 16. července 1971 a reaktor nakonec vstoupil do fáze komerčního provozu 15. března 1972.
Beznau 1 získal licenci na neomezený provoz již 30. října 1970. Naopak Beznau 2 fungoval na základě dočasných licencí až do 3. prosince 2004, kdy Spolková rada toto omezení zrušila.
Elektrárna byla postavena v 60. letech 20. století, kdy proti jaderným projektům existovala jen malá opozice. V průběhu let se Beznau stalo dějištěm několika protijaderných protestů, ale tento odpor se nikdy nerozšířil mezi většinou místních obyvatel. Občané kantonu systematicky odmítali všechna hlasování o předčasném odstavení stávajících elektráren a o pozastavení výstavby nových. Nakonec v roce 2007 kantonální parlament pověřil vládu, aby jednala ve prospěch výstavby nového reaktoru.
Od roku 2018 nebylo stanoveno žádné datum definitivního odstavení KKB. Z technického hlediska mohou podobné typy reaktorů pravděpodobně bezpečně fungovat nejméně 60 let až 80 let. 1. blok v Beznau patří k nejstarším jaderným elektrárnám, které jsou k 31. lednu 2016 stále v provozu.
Noviny Tages Anzeiger v říjnu 2015 komentovaly, že tlaková nádoba reaktoru 1 obsahuje přibližně 1 000 dutin o průměru půl centimetru. Podobné dutiny, i když menší co do počtu, velikosti a rozšíření, byly poprvé objeveny v belgickém reaktoru Doel 3, následně Švýcarský federální inspektorát pro jadernou bezpečnost (ENSI) požádal Jaderné elektrárny Beznau a Gösgen o provedení odpovídajících testů jejich tlakové nádoby reaktoru. Je třeba říci, že indikace závad v belgických Jaderných elektrárnách (Doel-3 a Tihange-2) nezpůsobily definitivní odstavení reaktorů. Oba reaktory totiž obnovily provoz, jakmile proběhly všechny potřebné testy. Blok 1 byl odstaven po zjištění těchto podstatných závad. V případě pozitivních výsledků testů se očekávalo opětovné spuštění v roce 2016, ale od dubna 2017 nebyl oznámen žádný termín opětovného spuštění.

### Protest Greenpeace
Za úsvitu 5. března 2014 vtrhli do Beznau aktivisté Greenpeace a vyzvali evropské vlády, aby reaktory z bezpečnostních důvodů uzavřely. Přibližně 100 protestujících oblečených v oranžových kombinézách přelezlo hraniční plot a vztyčilo velké transparenty s obrázky praskajících reaktorů a hlášením "Konec" jaderné energetiky v 45 let staré jaderné elektrárně Beznau.
Kantonální policie před polednem zadržela 40 aktivistů, ostatní večer. Na 58 aktivistů bylo podáno oznámení státnímu zastupitelství za nedovolené vniknutí na cizí pozemek. Provozovatel jaderné elektrárny Axpo podal trestní oznámení za vniknutí na cizí pozemek.

### Plány Beznau 3
Vzhledem k náhradě elektrárny podala společnost Resun AG, 4. prosince 2008 spolkovým úřadům žádost o rámcové povolení pro třetí reaktor s označením "EKKB" (Ersatzkernkraftwerk Beznau, náhradní jaderná elektrárna Beznau) nebo Beznau 3. Přestože technické specifikace budou upřesněny později, má být zvolen lehkovodní reaktor III. generace s elektrickým výkonem 1450 MW. Chlazení má zajišťovat hybridní věž.
Projekt je na dobu neurčitou pozastaven v důsledku rozhodnutí švýcarských federálních úřadů po jaderné havárii ve Fukušimě v roce 2011 o zastavení výstavby nových jaderných elektráren.

### Technické specifikace
KKB se skládá ze dvou identických tlakovodních reaktorů (Beznau 1 a 2), které dodala společnost Westinghouse Electric.
Oba reaktory jsou certifikovány pro použití paliva MOX. Od roku 2013 se v obou blocích v Beznau již nepoužívají žádné palivové články MOX.
Každý blok se vyznačuje tepelným výkonem 1130 MW a prostřednictvím dvou turbogenerátorů Brown Boveri vyrábí 365 MW čisté elektrické energie. V průběhu let byl vyrobený čistý elektrický výkon dvakrát zvýšen: do 30. září 1996 činil 350 MW a do 2. ledna 2000 357 MW, energie je dodávána do sítě 220 kV.
Elektrárna je chlazena vodou z řeky Aary a prostřednictvím systému dálkového vytápění Refuna.

### Dálkové jaderné vytápění Refuna
Zatížení řeky Aary chladicí vodou snižuje systém dálkového vytápění Refuna, který zásobuje jedenáct okolních obcí až 150 GW-h/rok. Kromě Döttingenu jsou připojeny obce Bad Zurzach, Klingnau, Unterendingen, Endingen, Böttstein, Tegerfelden, Würenlingen, Untersiggenthal, Rüfenach a Villigen. Odběr tepla při teplotě dodávky od 125 °C v zimě do 80 °C v létě, vyvolává ztrátu elektrické energie, která však při průměrné ztrátě elektrické energie 2 MWe činí méně než 18 GW-he/rok. Energetický obsah průměrně 142 GW-h/rok dodaného tepla je přibližně stejný jako 14 200 000 m3 zemního plynu, což představuje v průměru více než 5 800 m3 ročně ušetřené spotřeby zemního plynu pro každou z 2 432 připojených domácností a zákazníků.

### Bezpečnostní opatření
Od uvedení obou reaktorů do provozu byla provedena řada modernizací za účelem zvýšení bezpečnosti. V 90. letech 20. století byly vyměněny parogenerátory a řídicí technologie systému ochrany reaktoru. Následně byly upraveny velíny a instalováno nové řízení turbín.
Kromě toho byl každý reaktorový blok vybaven havarijní budovou. Ty obsahují další bezpečnostní systémy pro nouzové odstavení reaktoru a pro napájení parogenerátorů, nouzové vedení 50 kV a dieselový generátor elektřiny. Jsou silně chráněny před vnějšími riziky a v případě potřeby jsou schopny ochlazovat a odstavit elektrárnu bez lidského zásahu po dobu 72 hodin. Nejméně 1,5 m silné betonovo-ocelové kryty chrání kritické systémy před vnějšími vlivy, jako je zemětřesení nebo pád letadla. Každý blok KKB má velký kontejnment suchého typu z oceli a betonu.
Havarijní chlazení aktivní zóny (ECCS) zajišťuje redundantní vysokotlaký bezpečnostní injekční systém s celkem třemi prameny (jeden v NANO). Dva parogenerátory jsou zásobovány vodou dvěma hlavními napájecími čerpadly. Pokud selžou, napájení přebírá jeden z bezpečnostních systémů: dvouvláknový pomocný systém napájecí vody nebo jeden ze dvou nouzových systémů napájecí vody, z nichž jeden je součástí bunkrovaného NANO. V případě problémů s chlazením jsou dva kontejnmentové postřikovací systémy pověřeny odvodem nadměrného tepla a tlaku kondenzací vznikající páry.
Elektrárna je připojena pěti prameny k vnější elektrické síti. Dvě z nich slouží především k dodávce výkonu elektrárny do sítě 220 kV. Každý z nich je nicméně vybaven nouzovým dieselovým generátorem. Další dvě vlákna zajišťují nouzové napájení a jsou připojena k nedaleké vodní elektrárně a k síti 50 kV. Dále jsou k dispozici také dva dieselové generátory vybavené tak, aby byly schopné pracovat v případě havarijního řízení. NANO je připojeno pátým vláknem k síti 50 kV a obsahuje pátý generátor. Hlavní systém UPS elektrárny může poskytovat stejnosměrný proud po dobu nejméně 2 hodin normálního provozu.

## Bezpečnostní události
Níže je uveden přehled událostí v jaderné bezpečnosti v Beznau, které jsou klasifikovány na Mezinárodní stupnici jaderných událostí (INES), která se pohybuje od 0 (nejméně závažná) do 7 (nejzávažnější). V historii elektrárny došlo k jedné události 2. stupně a čtyřem událostem 1. stupně.
| Rok                                                           | Úroveň INES | Úroveň INES | Úroveň INES | Úroveň INES | Úroveň INES | Úroveň INES | Úroveň INES | Úroveň INES | Celkově |
| Rok                                                           | 0           | 1           | 2           | 3           | 4           | 5           | 6           | 7           | Celkově |
| ------------------------------------------------------------- | ----------- | ----------- | ----------- | ----------- | ----------- | ----------- | ----------- | ----------- | ------- |
| 2020                                                          | 2           | –           | –           | –           | –           | –           | –           | –           | 2       |
| 2019                                                          | 7           | –           | –           | –           | –           | –           | –           | –           | 7       |
| 2018                                                          | 4           | –           | –           | –           | –           | –           | –           | –           | 4       |
| 2017                                                          | 7           | –           | –           | –           | –           | –           | –           | –           | 7       |
| 2016                                                          | 6           | –           | –           | –           | –           | –           | –           | –           | 6       |
| 2015                                                          | 6           | –           | –           | –           | –           | –           | –           | –           | 7       |
| 2014                                                          | 10          | –           | –           | –           | –           | –           | –           | –           | 10      |
| 2013                                                          | 7           | –           | –           | –           | –           | –           | –           | –           | 7       |
| 2012                                                          | 13          | 1           | –           | –           | –           | –           | –           | –           | 14      |
| 2009                                                          | 10          | –           | 1           | –           | –           | –           | –           | –           | 11      |
| 2008                                                          | 4           | –           | –           | –           | –           | –           | –           | –           | 4       |
| 2007                                                          | 7           | 1           | –           | –           | –           | –           | –           | –           | 8       |
| 2006                                                          | 2           | –           | –           | –           | –           | –           | –           | –           | 2       |
| 2005                                                          | 2           | –           | –           | –           | –           | –           | –           | –           | 2       |
| 2004                                                          | 2           | –           | –           | –           | –           | –           | –           | –           | 2       |
| 2003                                                          | 4           | –           | –           | –           | –           | –           | –           | –           | 4       |
| 2002                                                          | 2           | –           | –           | –           | –           | –           | –           | –           | 2       |
| 2001                                                          | 5           | –           | –           | –           | –           | –           | –           | –           | 5       |
| 2000                                                          | 4           | –           | –           | –           | –           | –           | –           | –           | 4       |
| 1999                                                          | 5           | –           | –           | –           | –           | –           | –           | –           | 5       |
| 1998                                                          | 2           | –           | –           | –           | –           | –           | –           | –           | 2       |
| 1997                                                          | 6           | 1           | –           | –           | –           | –           | –           | –           | 7       |
| 1996                                                          | 3           | 1           | –           | –           | –           | –           | –           | –           | 4       |
| 1995                                                          | 3           | –           | –           | –           | –           | –           | –           | –           | 3       |
| Celkem                                                        | 123         | 4           | 1           | –           | –           | –           | –           | –           | 128     |
| Sources: 2020 2019 2018 2017 2016 2015 2014 2013 2012 ostatní |             |             |             |             |             |             |             |             |         |

### Události úrovně 1

#### 2012
- Během pravidelné zkoušky funkčnosti nouzového generátoru elektrické energie se nepodařilo spustit nouzový dieselový generátor druhého bloku.

#### 2007
- V srpnu 2007 došlo během roční odstávky pro revize bloku Beznau 2 k vyřazení z provozu havarijního vedení 50 kV. V důsledku toho byl dieselový generátor Beznau 1 zapnut na nízký režim, jak předepisují bezpečnostní předpisy. Po opětovném zapojení vedení 50 kV běžel generátor z technických důvodů na vyšší zatížení, ale nakonec selhal kvůli vadnému relé. Proto se předpokládalo, že dokud nebylo vedení 50 kV aktivní, generátor by nebyl schopen běžet při plném zatížení. Protože generátor druhého bloku nebyl k dispozici ani z důvodu plánovaného auditu, nouzové napájení mohla zajistit pouze vodní elektrárna nebo záložní generátory aktivované v případě povodní. Snížení redundance způsobilo odchylku od normálních provozních parametrů, a proto bylo klasifikováno jako událost 1. stupně.

#### 1997
- Při pravidelné kontrole prováděné provozním personálem bylo zjištěno, že ručně ovládaný ventil, který měl být otevřený, je zavřený. V důsledku chybné polohy nebyl jeden ze tří systémů nouzového chlazení Beznau 1 po dobu dvou týdnů připraven k okamžitému použití. Toto porušení technických specifikací vedlo k tomu, že událost byla vyhodnocena jako stupeň 1.

#### 1996
- Po výpadku revize měl být při 1 až 2 % výkonu reaktoru zkušebním programem spuštěn nový systém ochrany Beznau 1 a jeho vnitřní napájení. Při synchronizaci s novým ochranným zařízením jedna ze dvou turboskupin neúmyslně zvýšila zátěž, a to způsobilo nárůst výkonu reaktoru na 12,6 %. Protože během nízkého výkonu jsou v provozu pouze pomocná čerpadla napájecí vody, množství dodávané vody nestačilo k napájení parogenerátoru, což vedlo k automatickému vyřazení reaktoru. Neúmyslný požadavek na turboskupinu byl způsoben nepředvídanou reakcí automatického regulátoru turbíny. Kromě toho se reaktor dostal do kritického stavu již při teplotě 251 °C namísto předepsané minimální teploty 276 °C. Odchylka od provozních specifikací vedla k hodnocení stupně 1.

#### Významné události před rokem 1995
- V červenci 1992 při revizi reaktoru Beznau 1 zemřeli dva technici pracující v šachtě reaktoru udušením. Příčinou byla nadměrná atmosférická koncentrace argonu používaného ke svařování. Tato nehoda nebyla způsobena jadernou povahou elektrárny, a proto nebyla vyhodnocena v rámci INES.[26]

### Události úrovně 2

#### 2009
- Dne 31. července 2009 byli při roční revizi Beznau 2 dva pracovníci vystaveni nadměrné úrovni radiace kvůli řadě organizačních nedostatků a nekoordinovanému postupu jiného revizního týmu. Ty vedly k náhlému zvýšení úrovně radiace v místnosti, kde oba technici pracovali. Ti absorbovali ekvivalentní dávku 37,8 a 25,4 mSv. Nesprávné nastavení osobních dozimetrů zabránilo včasnému varování.

## Informace o reaktorech
| Reaktor  | Typ reaktoru  | Výkon  | Výkon  | Zahájení výstavby | Připojení k síti | Uvedení do provozu | Uzavření |
| Reaktor  | Typ reaktoru  | Čistý  | Hrubý  | Zahájení výstavby | Připojení k síti | Uvedení do provozu | Uzavření |
| -------- | ------------- | ------ | ------ | ----------------- | ---------------- | ------------------ | -------- |
| Beznau-1 | PWR, 2 smyčky | 365 MW | 380 MW | 1. 9. 1965        | 17. 7. 1969      | 1. 9. 1969         |          |
| Beznau-2 | PWR, 2 smyčky | 365 MW | 380 MW | 1. 1. 1968        | 23. 10. 1971     | 1. 12. 1972        |          |